# Aleksander Fredro

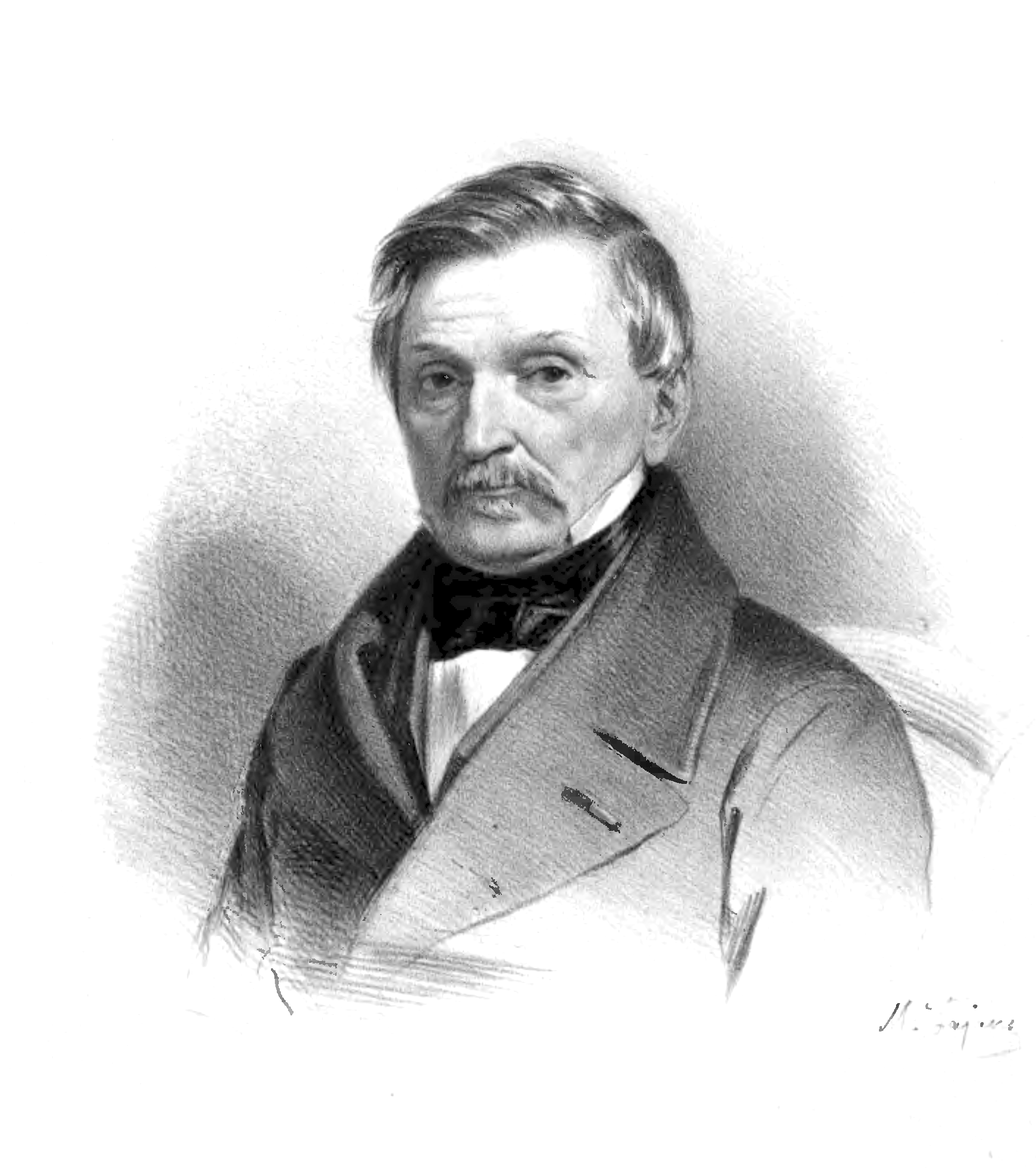
Aleksander Fredro

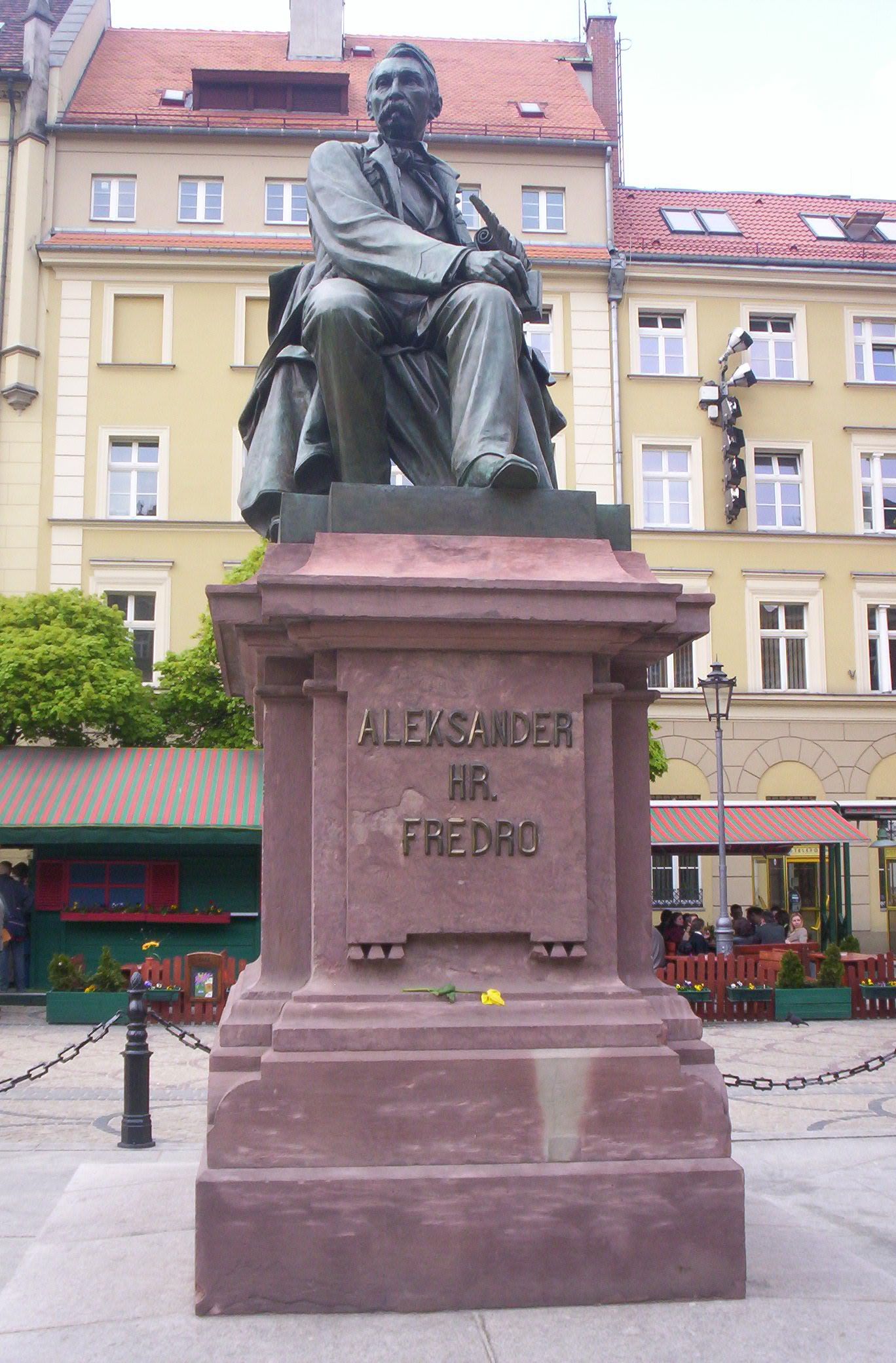
Aleksander Fredro; Denkmal in Breslau, 1897 in Lemberg errichtet, 1956 nach Breslau gebracht.

Aleksander Fredro (* 20. Juni 1793 in Surochów bei Jarosław; † 15. Juli 1876 in Lemberg) war ein polnischer Dramatiker und gilt als einer der bedeutendsten Komödienautoren seines Landes.

## Leben
Aleksander Fredro wurde in der Familie eines polnischen Adligen geboren und trug deshalb den Titel Graf. In den Napoleonischen Kriege diente Fredro in der französischen Armee. Gleichzeitig engagierte er sich im polnischen Widerstand gegen die Zugehörigkeit Galiziens zur Habsburgermonarchie. 
Er schrieb humorvolle Komödien, in denen häufig politische Pointen versteckt sind, und seine Figuren zeigen die vielen Charaktereigenschaften der Polen auf. Große Popularität erreichten die Stücke allerdings erst nach seinem Tode, sie fehlen bislang auf keinem Spielplan der polnischen Theater. Die Art der Darstellung vergleichen Fachleute mit dem bekannten französischen Komödiendichter Molière. Außerdem verfasste er zahlreiche Gedichte und Märchen.
Als die beste Komödie Fredros und ein Meisterwerk der polnischen Literatur gilt die Zemsta (dt.: Die Rache). Zum 220. Geburtstag Fredros wurde die Komödie im Frühjahr 2013 gleichzeitig durch zwei Warschauer Theater aufgeführt.

## Werke (Auswahl)
– chronologisch –
- Damy i huzary (dt.: Damen und Husaren)
- Pan Geldhab (1818) (dt.: Herr Geldhab)
- Mąż i żona (1822) (dt.: Mann und Frau)
- Pan Jowialski (1832) (dt.: Herr Jowialski)
- Śluby panieńskie, czyli Magnetyzm serca (1833) (dt.: Mädchenschwüre)
- Zemsta (1834) (dt.: Die Rache) 
1956 durch Bohdan Korzeniewski und 2002 durch Andrzej Wajda verfilmt
- Dożywocie (1835) (dt.: Die Lebensrente)

Obszöne Werke, die Alexander Fredro zugeschrieben werden:
- XIII Księga Pana Tadeusza (dt.: Das XIII. Buch des Pan Tadeusz), eine erotisch-satirische Fortsetzung des in zwölf Kapitel eingeteilten Werkes Pan Tadeusz von Adam Mickiewicz
- Baśń o trzech braciach i królewnie(dt.: Die Geschichte von drei Brüdern und einer Prinzessin)